# Minto Reef
Minto Reef ist ein weitgehend überflutetes Atoll im Nordwesten des Bundesstaats Pohnpei der Föderierten Staaten von Mikronesien. Es liegt 433 km nordwestlich der Hauptinsel des Staates, Pohnpei.

## Geographie
Das Minto Reef umschließt eine Lagune mit einer Fläche von gut 32 Quadratkilometer. Im Süden des Riffs gibt es mehrere Passagen in die Lagune. Minto Reef ist gleichzeitig das nördlichste und das westlichste Atoll des Staates Pohnpei.
Die nächstgelegene Landmasse ist das Atoll Oroluk 100 km weiter südöstlich. Nahe dem nördlichsten Punkt liegt eine Sandbank, die im Jahr 1980 eine Fläche von 1930 Quadratmetern und eine Höhe von 1,8 Metern erreichte.

## Geschichte
Ebenso wie das nächstgelegene Atoll Oroluk wurde das Minto Reef 1565 durch Arellano entdeckt.

## Naturschutz
Um das Minto Reef wurde die Minto Reef Marina Area of Biodiversity Significance geschaffen, mit einer Gesamtfläche von 4204,2 Hektar.
1999 schuf der Bundesstaat Pohnpei das Minto Reef Marine Sanctuary. Damit wird ein Laichgebiet des Zackenbarsches geschützt.

## Verwaltung
Minto Reef gehörte zur Gemeinde Oroluk, die im Zensus von 1980 noch erwähnt wurde (mit einer Bevölkerung von 6), als eine von zwölf Gemeinden von Pohnpei. Die Verfassung des Staates Pohnpei jedoch erwähnt Oroluk nicht mehr als municipality, sondern führt nur noch elf Gemeinden an.
1985 wurden das Oroluk-Atoll und das Minto-Riff Teil der Gemeinde Sokehs.